# Trichosilia grisea
Trichosilia grisea är en fjärilsart som beskrevs av Igor Kozhanchikov 1935. Trichosilia grisea ingår i släktet Trichosilia och familjen nattflyn. Inga underarter finns listade i Catalogue of Life.

## Bildgalleri

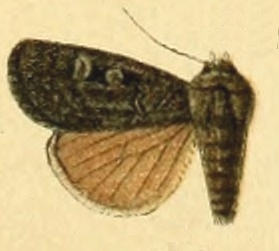